# La bruja aburrida (serie de televisión)
La Bruja Aburrida (La Bruixa Avorrida) fue una serie de televisión de dibujos animados basada en la idea original de Roser Capdevila producida por Cromosoma.
Es un spin-off de la serie Las tres mellizas, en la cual el personaje principal es la Bruja Aburrida. En los episodio de esta serie no aparecen las Tres Mellizas, aunque por su parte, personajes de La Bruja Aburrida sí hicieron apariciones posteriores en la otra serie.

## Argumento
La Bruja Aburrida es la protagonista de sus propias aventuras, las cuales relata, con nostalgia, a dos amigas, tan excéntricas como ella. Estas brujas veteranas escuchan los numerosos viajes de Aburrida o sus recuerdos de niña.

## Crítica
La crítica francesa destaca "el grafismo peculiar, poético y no agresivo de la ilustradora catalana Roser Capdevila". La propia Capdevila considera a este personaje una criatura especial. "Su imagen está basada en una vieja maestra que me castigaba debajo de la mesa por dibujar en clase", confiesa, y alega que nunca le han gustado "ni los fantasmas ni los esqueletos ni las brujas". Quizá por eso huye en las historias de ambientes macabros y en el personaje hay un asomo de nobleza: "No es mala, simplemente es muy gruñona".

## Doblaje
| Personaje                    | Voces original españolas |
| ---------------------------- | ------------------------ |
| Bruja Aburrida               | Rosario Cavallé          |
| Búho                         | Jordi Vila               |
| Bruja Alocada                | María Pilar Quesada      |
| Bruja Enamorada              | Licia Alonso             |
| Voz en off                   | Alberto Trifol           |
| Bruja Aburrida (voz canción) | Big Mama                 |

## Episodios
La serie La Bruja Aburrida consta de 52 episodios:
1. El Nacimiento de la Bruja Aburrida
2. En la Escuela
3. La Aprendiza de Bruja
4. La Primera Navidad
5. En París
6. En la Televisión
7. En Nueva York
8. Las Vacaciones de La Bruja Aburrida
9. El Bebé Fantasma
10. La Momia
11. En el Zoo
12. El Castillo Encantado
13. En Irlanda
14. Fermí
15. El Extraño Señor Mauricio
16. El Genio
17. Los Gorrones
18. La Madrina
19. La Bruja Cowboy
20. Actriz de Cine
21. Un Museo de Sueño
22. Viva la Reina
23. El Hombre Lobo de Venecia
24. La Millonaria
25. El Ladrón de Pelo
26. La Fiesta Mayor
27. Comida Chatarra
28. Frankie
29. El Traslado de la Bruja Aburrida
30. Se Rebela
31. La Hora de la Verdad
32. El Viaje Espacial
33. El Club
34. La Reina del Tour de Francia
35. La Boda
36. Patinadora
37. Aburridalandia
38. El Baile de Disfraces
39. La Bruja Jurásica
40. El Esqueleto Justiciero
41. El Misterio de las Sábanas Blancas
42. El Secreto del Vampiro
43. En la Edad Media
44. El Tesoro del Senvapic
45. El Diploma de la Bruja Aburrida
46. La Feria de Brujería
47. El Príncipe y la Rana
48. Las Visiones de la Bruja Aburrida
49. El Jardín de la Bruja Aburrida
50. El Ordenador
51. Lulú
52. Enemigo Público Número Dos

## Ediciones en formato físico (DVD) en España
La serie de La Bruja Aburrida (La Bruixa Avorrida) se ha editado de forma incompleta en formato doméstico en tres volúmenes:
| Lista de volúmenes editados en DVD                            | Datos Técnicos de la Edición en DVD | Episodios Incluidos                                                                                           |
| ------------------------------------------------------------- | --- | --- |
| Volumen 1. La Bruja Aburrida: Cuando era pequeña              | Fecha de lanzamiento del DVD: 21/11/2012 Código de barras: 8430319820150 Idiomas Menús: Castellano y Catalán. Idiomas Episodios: Castellano, Catalán e Inglés. Formato pantalla: 4:3 Zona 2: PAL DVD 5 | 1x1: El Nacimiento de la Bruja Aburrida 1x2: En la Escuela 1x3: La Aprendiza de Bruja 1x4: La Primera Navidad |
| Volumen 2. La Bruja Aburrida: Los éxitos de la Bruja Aburrida | Fecha de lanzamiento del DVD: 21/11/2012 Código de barras: 8430319820167 Idiomas Menús: Castellano y Catalán. Idiomas Episodios: Castellano, Catalán e Inglés. Formato pantalla: 4:3 Zona 2: PAL DVD 5 | 1x18: La Madrina 1x26: La Fiesta Mayor 1x20: Actriz de Cine 1x25: El Ladrón de Pelo                           |
| Volumen 3: La Bruja Aburrida: Una Gran Estrella               | Fecha de lanzamiento del DVD: 21/11/2012 Código de barras: 8430319820174 Idiomas Menús: Castellano y Catalán. Idiomas Episodios: Castellano, Catalán e Inglés. Formato pantalla: 4:3 Zona 2: PAL DVD 5 | 1x5: En París 1x6: En la Televisión 1x7: En Nueva York 1x8: Las Vacaciones de La Bruja Aburrida               |